# Андерсон (округ, Канзас)
А́ндерсон (англ. Anderson County; стандартное обозначение AN) — округ в штате Канзас, США. Официально образован 25 августа 1855 года. По состоянию на 2010 год, численность населения составляла 8 102 человека.

## География
По данным Бюро переписи США, общая площадь округа равняется 1 513,313 км2, из которых 1 509,764 км2 суша и 3,574 км2 или 0,240 % это водоёмы.

## Население
По данным переписи населения 2000 года в округе проживает 8 110 жителей в составе 3 221 домашних хозяйств и 2 264 семей] Плотность населения составляет 5,00 человек на км2. На территории округа насчитывается 3 596 жилых строений, при плотности застройки около 2,00-ти строений на км2. Расовый состав населения: белые — 97,41 %, афроамериканцы — 0,32 %, коренные американцы (индейцы) — 0,74 %, азиаты — 0,22 %, гавайцы — 0,02 %, представители других рас — 0,33 %, представители двух или более рас — 0,95 %. Испаноязычные составляли 0,00 % населения независимо от расы.
В составе 31,00 % из общего числа домашних хозяйств проживают дети в возрасте до 18 лет, 59,90 % домашних хозяйств представляют собой супружеские пары проживающие вместе, 6,90 % домашних хозяйств представляют собой одиноких женщин без супруга, 29,70 % домашних хозяйств не имеют отношения к семьям, 26,80 % домашних хозяйств состоят из одного человека, 15,60 % домашних хозяйств состоят из престарелых (65 лет и старше), проживающих в одиночестве. Средний размер домашнего хозяйства составляет 2,48 человека, и средний размер семьи 3,00 человека.
Возрастной состав округа: 26,20 % моложе 18 лет, 7,00 % от 18 до 24, 24,60 % от 25 до 44, 22,10 % от 45 до 64 и 22,10 % от 65 и старше. Средний возраст жителя округа 40 лет. На каждые 100 женщин приходится 96,70 мужчин. На каждые 100 женщин старше 18 лет приходится 93,50 мужчин.
Средний доход на домохозяйство в округе составлял 33 244 USD, на семью — 39 101 USD. Среднестатистический заработок мужчины был 30 102 USD против 20 705 USD для женщины. Доход на душу населения составлял 16 458 USD. Около 10,60 % семей и 12,80 % общего населения находились ниже черты бедности, в том числе — 16,30 % молодёжи (тех, кому ещё не исполнилось 18 лет) и 11,00 % тех, кому было уже больше 65 лет.